# Premio Guldbagge al miglior film straniero
Il Premio Guldbagge per il miglior film straniero (Guldbaggen för bästa utländska film) è un premio assegnato annualmente dal 1987 nell'ambito del premio svedese di cinematografia Guldbagge alla migliore pellicola cinematografica di produzione non svedese.

## Albo d'oro
I vincitori sono indicati in grassetto, a seguire gli altri candidati.

### Anni 1980-1989
- 1987: - Bagdad Café (Out of Rosenheim), regia di Percy Adlon • (Germania Ovest)/(Stati Uniti d'America)
- 1988: - non assegnato
- 1989: - Un mondo a parte (A World Apart), regia di Chris Menges • (Regno Unito)/(Zimbabwe)

### Anni 1990-1999
- 1990: - Il tempo dei gitani (Dom za vešanje), regia di Emir Kusturica • (Jugoslavia)/(Regno Unito)/(Italia)
- 1991: - L'insolito caso di Mr. Hire (Monsieur Hire), regia di Patrice Leconte • (Francia)
  - La doppia vita di Veronica (La Double Vie de Véronique), regia di Krzysztof Kieślowski • (Francia)/(Polonia)/(Norvegia)
  - La leggenda del re pescatore (The Fisher King), regia di Terry Gilliam • (Stati Uniti d'America)
- 1992: - Mariti e mogli (Husbands and Wives), regia di Woody Allen • (Stati Uniti d'America)
  - Lanterne rosse (Dà Hóng Dēnglóng Gāogāo Guà), regia di Zhāng Yìmóu • (Cina)/(Hong Kong)/(Taiwan)
  - Pomodori verdi fritti alla fermata del treno (Fried Green Tomatoes), regia di Jon Avnet • (Stati Uniti d'America)
- 1993: - Lezioni di piano (The Piano), regia di Jane Campion • (Nuova Zelanda)/(Australia)/(Francia)
  - Tre colori - Film blu (Trois couleurs : Bleu), regia di Krzysztof Kieślowski • (Francia)/(Polonia)/(Svizzera)
  - Orlando, regia di Sally Potter • (Regno Unito)/(Russia)/(Francia)/(Paesi Bassi)/(Italia)
- 1994: - America oggi (Short Cuts), regia di Robert Altman • (Stati Uniti d'America)
  - Forrest Gump, regia di Robert Zemeckis • (Stati Uniti d'America)
  - Schindler's List - La lista di Schindler (Schindler's List), regia di Steven Spielberg • (Stati Uniti d'America)
- 1995: - Prima della pioggia (Pred doždot), regia di Milčo Mančevski • (Macedonia)
  - Lamerica, regia di Gianni Amelio • (Italia)/(Francia)/(Svizzera)
  - Pallottole su Broadway (Bullets Over Broadway), regia di Woody Allen • (Stati Uniti d'America)
- 1996: - Le onde del destino (Breaking the Waves), regia di Lars von Trier • (Danimarca)/(Svezia)/(Francia)/(Paesi Bassi)/(Norvegia)
  - Fargo, regia di Joel Coen • (Stati Uniti d'America)/(Regno Unito)
  - Trainspotting, regia di Danny Boyle • (Regno Unito)
- 1997: - Tempesta di ghiaccio (The Ice Storm), regia di Ang Lee • (Stati Uniti d'America)
  - Grazie, signora Thatcher (Brassed Off), regia di Mark Herman • (Regno Unito)
  - La Promesse, regia di Jean-Pierre e Luc Dardenne • (Belgio)/(Francia)/(Lussemburgo)/(Tunisia)
- 1998: - Festen - Festa in famiglia (Festen), regia di Thomas Vinterberg • (Danimarca)
  - La vita sognata degli angeli (La vie rêvée des anges), regia di Érick Zonca • (Francia)
  - Character - Bastardo eccellente (Karakter), regia di Mike van Diem • (Paesi Bassi)
- 1999: - Tutto su mia madre (Todo sobre mi madre), regia di Pedro Almodóvar • (Spagna)/(Francia)
  - Una storia vera (The Straight Story), regia di David Lynch • (Stati Uniti d'America)/(Canada)
  - Central do Brasil, regia di Walter Salles • (Brasile)/(Francia)

### Anni 2000-2009
- 2000: - Magnolia, regia di Paul Thomas Anderson  • (Stati Uniti d'America)
  - Boys Don't Cry, regia di Kimberly Peirce • (Stati Uniti d'America)
  - American Beauty, regia di Sam Mendes • (Stati Uniti d'America)
- 2001: - Il favoloso mondo di Amélie (Le Fabuleux Destin d'Amélie Poulain), regia di Jean-Pierre Jeunet • (Francia)/(Germania)
  - Il gusto degli altri (Le Goût des autres), regia di Agnès Jaoui • (Francia)
  - Italiano per principianti (Italiensk for begyndere), regia di Lone Scherfig • (Danimarca)
- 2002: - L'uomo senza passato (Mies vailla menneisyyttä), regia di Aki Kaurismäki • (Finlandia)
  - Parla con lei (Hable con ella), regia di Pedro Almodóvar • (Spagna)
  - I Tenenbaum (The Royal Tenenbaums), regia di Wes Anderson • (Stati Uniti d'America)
- 2003: - The Hours, regia di Stephen Daldry • (Stati Uniti d'America)
  - Good Bye, Lenin!, regia di Wolfgang Becker • (Germania)
  - Dogville, regia di Lars von Trier • (Danimarca)/(Svezia)/(Italia)/(Norvegia)/(Paesi Bassi)/(Finlandia)/(Germania)/(Stati Uniti d'America)/(Regno Unito)/(Giappone)/(Francia)
- 2004: - Il ritorno (Vozvraščenie), regia di Andrej Zvjagincev • (Russia)
  - Lost in Translation - L'amore tradotto (Lost in Translation), regia di Sofia Coppola • (Stati Uniti d'America)/(Giappone)
  - 21 grammi (21 Grams), regia di Alejandro González Iñárritu • (Stati Uniti d'America)
- 2005: - L'Enfant - Una storia d'amore (L'Enfant), regia di Jean-Pierre e Luc Dardenne • (Belgio)/(Francia)
  - Nessuno lo sa (Dare mo shiranai), regia di Hirokazu Kore'eda • (Giappone)
  - Niente da nascondere (Caché), regia di Michael Haneke • (Francia)/(Germania)/(Austria)/(Italia)
- 2006: - Le vite degli altri (Das Leben der Anderen), regia di Florian Henckel von Donnersmarck • (Germania)
  - Volver - Tornare (Volver), regia di Pedro Almodóvar • (Spagna)
  - Babel, regia di Alejandro González Iñárritu • (Stati Uniti d'America)/(Messico)/(Giappone)
- 2007: - This Is England, regia di Shane Meadows • (Regno Unito)
  - Ai confini del paradiso (Auf der anderen Seite), regia di Fatih Akın • (Germania)/(Turchia)/(Italia)
  - 4 mesi, 3 settimane, 2 giorni (4 luni, 3 săptămâni și 2 zile), regia di Cristian Mungiu • (Romania)
- 2008: - Lussuria - Seduzione e tradimento (Sè, jiè), regia di Ang Lee • (Taiwan)/(Hong Kong)/(Stati Uniti d'America)
  - Il petroliere (There Will Be Blood), regia di Paul Thomas Anderson • (Stati Uniti d'America)
  - Non è un paese per vecchi (No Country for Old Men), regia di Joel ed Ethan Coen • (Stati Uniti d'America)
- 2009: - Il nastro bianco (Das weiße Band - Eine deutsche Kindergeschichte), regia di Michael Haneke • (Austria)/(Germania)/(Francia)/(Italia)
  - Valzer con Bashir (Vals Im Bashir), regia di Ari Folman • (Israele)/(Germania)/(Francia)
  - Aruitemo aruitemo, regia di Hirokazu Kore-eda • (Giappone)

### Anni 2010-2019
- 2010: - Lourdes, regia di Jessica Hausner • (Austria)/(Francia)/(Germania)
  - The Social Network, regia di David Fincher • (Stati Uniti d'America)
  - Fish Tank, regia di Andrea Arnold • (Regno Unito)
- 2011: - Una separazione (Jodāyi-e Nāder az Simin), regia di Asghar Farhadi • (Iran)
  - Dogtooth (Kynodontas), regia di Yorgos Lanthimos • (Grecia)
  - Un gelido inverno (Winter's Bone), regia di Debra Granik • (Stati Uniti d'America)
- 2012: - Amour, regia di Michael Haneke • (Austria)/(Francia)/(Germania)
  - Laurence Anyways e il desiderio di una donna... (Laurence Anyways), regia di Xavier Dolan • (Canada)/(Francia)
  - Moonrise Kingdom - Una fuga d'amore (Moonrise Kingdom), regia di Wes Anderson • (Stati Uniti d'America)
- 2013: - La vita di Adele (La Vie d'Adèle - Chapitres 1 & 2), regia di Abdellatif Kechiche • (Francia)/(Spagna)/(Belgio)
  - 12 anni schiavo (12 Years a Slave), regia di Steve McQueen • (Stati Uniti d'America)/(Regno Unito)
  - Il cavallo di Torino (A torinói ló), regia di Béla Tarr e Ágnes Hranitzky • (Ungheria)/(Francia)/(Svizzera)/(Germania)/(Stati Uniti d'America)
- 2014: - Due giorni, una notte (Deux jours, une nuit), regia di Jean-Pierre e Luc Dardenne • (Belgio)/(Francia)/(Italia)
  - Ida, regia di Paweł Pawlikowski • (Polonia)/(Danimarca)/(Francia)/(Italia)
  - Boyhood, regia di Richard Linklater • (Stati Uniti d'America)
- 2015: - Leviathan (Leviafan), regia di Andrej Zvjagincev • (Russia)
  - Carol, regia di Todd Haynes • (Regno Unito)/(Stati Uniti d'America)
  - Timbuktu, regia di Abderrahmane Sissako • (Francia)/(Mauritania)
- 2016: - Il figlio di Saul (Saul fia), regia di László Nemes • (Ungheria)
  - Vi presento Toni Erdmann (Toni Erdmann), regia di Maren Ade • (Germania)/(Austria)/(Romania)/(Svizzera)
  - Mustang, regia di Deniz Gamze Ergüven • (Turchia)/(Francia)/(Germania)/(Qatar)
- 2017: - Il cliente (Forušande), regia di Asghar Farhadi • (Iran)/(Francia)
  - 120 battiti al minuto (120 battements par minute), regia di Robin Campillo • (Francia)
  - Moonlight, regia di Barry Jenkins • (Stati Uniti d'America)
- 2018: - Un affare di famiglia (Manbiki kazoku), regia di Hirokazu Kore'eda • (Giappone)
  - Cold War (Zimna wojna), regia di Paweł Pawlikowski • (Polonia)/(Regno Unito)/(Francia)
  - BlacKkKlansman, regia di Spike Lee • (Stati Uniti d'America)
- 2019: - Parasite (Gisaengchung), regia di Bong Joon-ho • (Corea del Sud)
  - Cafarnao - Caos e miracoli (Capharnaüm), regia di Nadine Labaki • (Libano)
  - Storia di un matrimonio (Marriage Story), regia di Noah Baumbach • (Stati Uniti d'America)/(Regno Unito)

### Anni 2020-2029
- 2020: - Alla mia piccola Sama (For Sama), regia di Waad al-Kateab e Edward Watts • (Regno Unito)
  - Babyteeth - Tutti i colori di Milla (Babyteeth), regia di Shannon Murphy • (Australia)
  - Mank, regia di David Fincher • (Stati Uniti d'America)
- 2021: - Flee (Flugt), regia di Jonas Poher Rasmussen • (Danimarca)/(Francia)/(Norvegia)/(Svezia)
  - The Father - Nulla è come sembra (The Father), regia di Florian Zeller • (Francia)/(Regno Unito)
  - Nomadland, regia di Chloé Zhao • (Stati Uniti d'America)